# 白色相簿2
《白色相簿2》（日语：／）是日本Leaf公司制作的恋爱游戏類型成人遊戲，分为《白色相簿2 序章》（WHITE ALBUM2 -introductory chapter-，简称IC）和《白色相簿2 终章》（WHITE ALBUM2 -closing chapter-，简称CC）两部分发行。虽为1998年5月1日发售的《白色相簿》的续篇，但本作与前作的关联并不大。其极高的完成度和剧本素质使得本作成为难得的佳作，让人仿佛身临“剪不断，理还乱”的情感纠葛之中。
《白色相簿2 序章》于2010年3月26日发售，含序章（introductory chapter）章节；《白色相簿2 终章》原定于2010年冬发售，但最后延期至2011年12月22日发售，含终章（closing chapter）和最终章（coda）两个章节。
PlayStation 3移植版《白色相簿2 幸福的彼端》（WHITE ALBUM2 幸せの向こう側）於2012年12月20日发售，完整收錄PC版序章與終章遊戲內容，並新增全新劇情取代PC版中十八禁的內容，將年齡限制重新定位為17+（CERO D）。
PlayStation Vita版于2013年11月28日发售，在PlayStation 3版的基础上又增加「小说模式」等功能。
2013年4月宣布动画化，並于2013年秋季播出。声优维持原班人马，丸户史明亲自操刀负责脚本和系列构成，下川直哉负责音乐制作，King Records负责发行，SATELIGHT负责电视动画制作，内容为IC部分，全13话。
2018年2月14日，Leaf发售《白色相簿2 扩展版》（WHITE ALBUM2 EXTENDED EDITION）。除序章与终章外，扩展版还包括《不共戴天的你》与《Mini After Story》，以及广播剧、小说等内容。

## 故事
序章
距离学园祭还有一个月的秋日夕阳下。解散了的轻音乐同好会的最后一人——北原春希，为了自己那小小的目标，在放学后的窗边独自拨动着吉他的琴弦。而这，是两年半间一直以优等生身份度过的他，下定决心在毕业前的半年间一定要完成的，小小的冒险。那笨拙的吉他音色，与如流水般钢琴的旋律，和那风铃飘响一般的歌声重叠之时……伴随着从一个人到两个人、再到三个人的相逢之日，新生的轻音乐同好会那如梦一般，却又是在梦中也难寻踪迹的半年，开始了……
终章
2010年，与和纱离别后的第三个冬天来临了。已是峰城大学三年级学生的春希与雪菜日渐疏远，持续着类似朋友的关系，甚至形同陌路。和纱在遥远的欧洲继续在钢琴家之路上前进，而春希却不再弹吉他，雪菜也忘记了该如何歌唱。在春希身旁的女生不是雪菜，而变成了在文学部认识的友人和泉千晶。就在这看似平淡日常中，转折却突然降临。某一天，打工处的上司风冈麻理交给春希一个独立任务，让春希去写关于和纱的专题文章。以此为契机，春希和雪菜慢慢修复着两人的关系。而当春希的后辈杉浦小春知道了两人的事情之后，也在与春希不断发生冲突的同时，半强迫地约定帮助他们。春希和雪菜一边接受着身边多管闲事的人们的支援，一边寻找着修复关系的方法。而这，却使得两人再次陷入了纠葛之中……
最终章
2012年，终章的最后春希与雪菜成功复合，并踏入社会，和纱则在国外再度荣获国际钢琴大奖，在日本有很大名气。这年的圣诞夜，春希打算借出差到法国斯特拉斯堡取材的机会，在当地著名的大教堂中向雪菜求婚。然而他在与雪菜会合之前，意外地与前来度假的和纱重逢了，同时他才从上级那里知道取材的采访对象正是和纱。深藏五年的情愫重新被唤醒后，春希没有依计划向雪菜求婚，和纱随后也决定回日本公演而重归故里，春希和她以秘密取材为由再度建立了关系。而这成为了和纱无论面临多少次的诀别，都足以唤醒她心中情愫的宝贵时光。春希就如同五年前一样，在白色相簿的季节下再次被这两份感情所折磨，并面临最终的抉择……

## 登场人物
下列声优为廣播劇CD、PlayStation 3版游戏、电视版动画声优，PC版声优为非公开。

### 主要人物
北原春希（聲：水島大宙）
本作主角，序章、终章、最终章的第一人称主视角。
序章（以及序章前的特赠小说）
峰城大附属高中3年级E班前期班长。性格上往好里说是喜欢关心别人，说难听点就是特别爱管闲事爱说教。是个行为毫无挑剔之处、成绩优秀的模范班长，在班长届满退任后仍然积极帮助别人。但实际上并不是一个不懂玩笑和幽默的人，高兴的时候有时也会做过头。开始弹吉他是出于“想在喜欢的女孩子面前表现一下”这样很世俗的理由。
虽说父亲是冈山的名家出身，但父母已经离婚，和同居的母亲之间的关系也并不和睦。对母亲的评价是“并不是讨厌只是互相没有兴趣而已”，但实际上从言行的细微之处偶尔会流露出對温暖家庭的羡慕。
为了创造在高中最后的回忆而参加学园祭。但出于某些原因，所属的轻音乐同好会陷入重大危机。为了能让演出顺利进行，春希费尽心思将冬马和纱与小木曾雪菜拉入部中。命运之轮由此开始转动。
终章
峰城大学文学部国语科3年级学生，隸属萩岛研究所。入学时为政经学部，后来以“目标是在出版社就职”为由转部。大学入学的同时开始独居生活，生活费完全由自己赚取，一看就知道是一个模范的劳苦学生。认识他的人可能会说他和中学时没有多少变化，但真正熟知他的人只会对他的改变感到心痛。
实际上无法忘记三年前与和纱的离别，同时仍对雪菜心存依恋，但又无法忍受与雪菜互相伤害。在出版社、家庭餐厅、补习学校进行着众多繁重的打工是为了能够让自己逃避，转部的理由也是为了能够远离雪菜。喜欢关心别人、爱管闲事的性格依然没有改变，但一直不愿与人交心，特别是当关系到女性的时候就更加明显，因此也伤害了许多身边的女孩。虽然已经不再去弹吉他，但那把吉他和那张相片依然在房间中保留了下来。
和纱在海外活跃期间，春希也依靠着周围友人的帮助试着修复与雪菜之间的关系，但自己对和纱的思念却一次又一次伤害着雪菜。
最终章
开樱社入社第一年的新人社员，但如果包括学生兼职的话就已经是第三年了。从入社第一年开始就被当做战斗力，过着繁忙而又充实的每一天。虽然说是代理但已经会被派往海外出差，会说法语。两年前与雪菜復合，和雪菜的恋爱关系一帆风顺，已经进入了就要订婚的阶段。那把吉他则一直在房间里放着，成为了社会人之后就没能再好好弹奏了。
在去斯特拉斯堡的取材旅行途中与和纱重逢，回国后以秘密取材为名开始与和纱的半同居生活，心中产生剧烈的动摇。
小木曾雪菜（聲：米澤圓）
本作双女主角之一。
序章
峰城大附属高中3年级A班学生，是一个连续两年获得峰城大附属小姐称号的高岭之花。在外人看来是个平易近人、不会犯错的女孩子，而在最要好的友人面前则会时不时地展现出自己小恶魔的一面。也有想着去回应周围期待这样虚荣的一面，对每个动作都倍加注意，因此被周围误以为是大小姐。实际上是一个在中产阶级家庭中长大的普通女孩，平时会在极为不起眼的打扮下打工，家事方面也可以做到一般水平。爱好是唱歌，唱功在一般人中也算是相当出色的。典型的麦霸，由此兴趣逐渐转变成了“ヒトカラ”（Hitokara，即一个人独唱卡拉OK），曾经创下连续飙歌3钟头的记录。
在学校的屋顶跟着和纱与春希的伴奏唱出《白色相簿》，被春希拉入即将崩溃的轻音乐同好会。因为春希并没有把自己当做学院偶像来对待反而使她越来越在意，在乐队练习的每一天中这份感情逐渐转变为了好感。当得知春希对和纱很感兴趣之后，为了使和纱加入同好会而不断寻找着途径，也希望与和纱成为好友。另一方面，對和紗那黝黑並不開岔的長髮和模特兒般的美貌抱有自卑感。
在过去因为没有恋爱经验而对朋友以上的关系有些抗拒。雪菜本人对此也有所自觉，有时也会讨厌这样的自己。而这也使得雪菜对“我们三人一起”的执着倾向十分强烈。
终章
峰城大学政治与经济研究部3年级学生。美貌中包含着一丝阴影，却反而越来越吸引男性的目光。在大学里依然是偶像一般的存在，但却不太擅长与他人交往。和序章的时候相比，料理的技术也大大提高。由于过去的经历而不再唱歌。入学后对春希竭尽心思，但依然无法回到从前那样亲密的关系，在春希转部之后联络几乎是到了不理不睬的程度。虽然能够理解春希想要远离自己的心情，但对春希的思慕却无法舍弃，而这使得自己一直饱受内心争斗的折磨，言行也充满混乱与矛盾。即使是现在依然相信着和纱是自己的密友，但却一直无法整理好自己的心情。
知道她和春希关系的人基本上都是抱着“冷战中的情侣”这样的认识，有时会好心的去帮助他们复原，而这却使得雪菜更加烦恼。另一方面雪菜的家人也认为他们依然交往着，而雪菜对家人也没有否认。
喜欢的男孩子的类型是“能够平等温柔地对待每一个人，但会稍微偏爱自己的人”。
最终章
中坚唱片公司的新入社员，隶属于宣传单位。在经历了波折之后与春希復合並逐渐取回了以前的开朗，两年中彼此间孕育出更加深厚的爱。“分开的时间绝不超过一周”“在周五制造仅属两人的时光”之类，在终章中深深埋藏的撒娇和任性的一面也逐渐复活。小木曽家的家规依旧是很严格，但在春希的房间中留宿这样的事情却被默许。有时会和柳原朋一起进行声音训练，或是以“SETSUNA”的名义进行在独立乐队的LIVE中出场。
两人直到婚约临近时都越走越近的关系，从和纱回国开始再次出现了风波。虽然已经在某种程度上察觉到了春希的苦恼以及和纱的存在，却没有进一步地深究，而与春希的感情也又一次交错开来……
Mini After Story 结局（雪菜線）
在游戏Mini After Story短篇中，雪菜与春希结婚后一年，改名北原雪菜，準備搬離之前春希所租的房間、搬到 2LDK 的公寓去，而且还有了孩子，不久后便会出生。结尾时两人搬离了春希家，并已育有一子。
冬馬和紗（聲：生天目仁美）
本作双女主角之一，序章前特赠小说的第一人称主视角。
序章（以及序章前的特赠小说）
峰城大附属高中3年级E班学生，轻音乐同好会的键盘手。虽然有着模特般的美貌，但怠惰的性格和暴力的态度却让人难以接近，是一个孤高的“不良少女”。迟到和翘课的常犯，平时还经常在窗边的座位上睡觉。是个典型的甜食党，有着白痴般的味觉，但别人做给她的东西还是会好好吃下去。
生活在母女家庭中，父亲是谁连和纱本人都不清楚。十分喜欢自己的母亲，但出于某种原因，这也成为了她种种不良行为的根源。
以前是音乐科学生，音乐全能，特别是在钢琴上有着天才般的才能和实力。但在入学后由于和母亲之间的误解而陷入自弃之中，逐渐变成了劣等生。由于音乐科和普通科的关系向来很糟糕，在音乐科的两年和春希完全没有接点。
和春希从3年级的春天开始一直是邻座。最初对春希的多管闲事完全是一副爱答不理的样子，后来逐渐理解了春希的那份认真。但她那份别扭的态度使得两人之间的关系离融洽还是差了一点点。
放学后一直都是在第二音乐室里弹钢琴。当春希开始在隔壁的音乐室中进行吉他自主练习以后，经常配合着吉他的旋律引导他，但春希并不知道那个人就是和纱。在因为某件事知道真相后便不断劝诱和纱加入轻音乐同好会。加入同好会之后就成了实际上的部长，特别是为了提高春希的吉他水平而煞费苦心。
最初十分不擅长和雪菜交谈，但后来说出了“我们究竟会成为不共戴天的敌人呢，还是一生的挚友呢”这样的话。另一方面，对雪菜那偶像般的美貌和性格抱有劣等感。
终章
住在维也纳，以演奏家Martin Flugel为师在欧洲活动中。自从在Trusty国际大赛钢琴组中获得第二名以来，在日本作为“年轻有为的钢琴家”突然受到注目。本人却似乎没有回到日本的想法，“已经不会和春希他们再见面了吧”如此自嘲着。
在这一篇章中长时间处于杳无音讯的状态，基本上是“一个遥远的存在”。
最终章
最终章的一开始就已经获得了ジェバンニ国际钢琴大赛前四名入选的结果，而这也是年轻时的冬马曜子同样完成了的壮举。再加上天生的美貌，在日本完全被当做流行偶像一般来对待。
圣诞夜与春希在斯特拉斯堡偶然再会，后来以在日本进行钢琴音乐会公演为名回到日本。为了配合杂志的秘密取材而入住春希所在公寓的隔壁，开始了半同居生活。虽然对背叛曾经是挚友的雪菜十分苦恼，但她与春希变得如同5年前一般亲密。
序章中那暴力的态度多少有了些变化，一方面可以让人看到某种程度的冷静，但隐藏在内心的激烈的感情却从未改变。不爱交际和认生的性格依旧如此，对“被作为偶像对待”这件事也没有丝毫兴趣，时而会想起那痛苦的过去。嘲笑自己是个“除了钢琴没有其他长处、一点儿也不心灵手巧的残次品”，特别是家务方面完全交给了春希（准确的说是被春希禁止了）。
她的状态很像“犬”“狼”“弃犬”“忠犬”之类，在最终章里和纱自己也把自己比喻为犬。
Mini After Story 结局（和纱線）
在游戏Mini After Story短篇中，和纱与春希低调结婚两年半后，在维也纳偶遇雪菜并获得谅解，半年后两人回到日本，并在春希和母亲的策划下，在峰城大附中第二音乐室中，于亲友的祝福之中穿上婚纱，举行了正式的婚礼。
杉浦小春（聲：永田依子）
终章
峰城大附属学校3年A组學生，武也曰“小春希”，是个严肃认真而且喜欢多管闲事的女孩子。其实心地善良，照顾人更是无微不至，也会给予他人最正确的建议。和那引人注目的容貌相反，还在发育中的娇小身体并不是那样凹凸有致——虽然对此多少有点自卑，但也绝不会因此展露柔弱一面。原网球部副主将兼前期的班级委员长，直到现在依然深受周围伙伴们的信任。出生于十分普通的中产家庭，同时也受到家人的深深信赖。矢田美穗子的挚友，在她的告白被春希拒绝之后，为了让她能够振作起来而去向春希的态度抗议的时候与春希相遇。
有很多朋友，和班里最要好的同学组成了四人组。为了能够和她们一起去毕业旅行开始在家庭餐厅“Goodies南末次店”打工，偶然与作为前辈兼指导者的春希再次相遇。因第一次相会时对春希的糟糕印象而敌视他，但其中肯定也有同性相斥的要素。在接触的过程当中逐渐了解了春希的内心，变得对春希憧憬起来。同时也在为与矢田的友情而烦恼。
和泉千晶（聲：羽吹梨里）
终章
峰城大学文學部3年级學生，是和春希同属萩岛研究所的研讨会的伙伴。要不就趴在窗边的桌子上，要不就在研究室铺个睡袋大睡特睡，惰性十足又有气无力，典型的毫无干劲大学生。也许她是那种一旦来了兴致就会全身心投入的人，不过由于谁都没见过她那种姿态，实在不知是真是假。研讨会的出席率过低，成绩游走于除名的边缘，以至于到最后教授干脆任命春希为她的教育者。对于春希来说她是感受不到女性的那一面，可以轻松交往的对象。父母在数年前离婚，现在和母亲一起居住。
旧名为濑能千晶，3年前是峰城大附属3年级G组学生，演剧部所属。在学园祭上用压倒性的演技在《雨月山之鬼》之中一人担任4个角色。自称是一个“无论什么样的性格都可以扮演的舞台女演员”，作为剧本家也有着极高的才能。峰城大学入学后在校内小组「劇団ウァトス」中以濑之内晶为艺名担任剧本兼主演。自称“峰城大附属轻音乐同好会的大粉絲”。
上述所有与自身相关的信息都被她有意地埋藏了起来，并在这基础上与春希开始相处。和雪菜相遇的时候自稱“商学部的长濑晶子”。
風岡麻理（聲：浅川悠）
终章
开樱社任职的杂志编辑，春希的直属上司。向来威风凛凛，典型的“出色过头连男性都不敢靠近的女强人”。因最初应聘时春希说出“请把我分配到能给我最艰辛的工作的人之下”而成为她的手下。年龄比春希大5岁，面对年龄的哏往往采取自虐的态度。是个被揶揄为“认工作为主人”的工作狂，但作为编辑却是一个年纪轻轻就能够向其他部门要工作的强手，近期决定去开樱社美国分社赴任。酒量很大并且有着良好的运动神经。但在私事这一面能力却是毁灭级别的，家事近乎完全不行，在恋爱经验方面即使是奉承也不能说丰富。品味也好像哪里不太对头，从外地出差带回来的礼物感觉也怪怪的。但是却是唯一注意到了春希“为了逃避现实而埋头于工作”的人，看人的眼光还是很准的。
春希从麻理的言谈举止中仿佛看到和纱的影子，在终章中春希“回想意识到序章的和纱”这种很罕见的事情在她的线路里也时有发生。

### 次要角色

#### 序章前
特典小说《雪が解け、そして雪が降るまで》登场
飯塚武也（聲：寺岛拓笃）
峰城大附属高中3年级G组學生，轻音乐同好会部长。春希的亲友和恶友。秀氣般的外表和自信且輕浮的言行，對女生來說這份從容讓他很有人氣。
似乎非常喜欢女生，以至于「每个班里都有一个女朋友」，但是在自己的交际圈、交往圈当中无法容忍任何中伤春希的人（IC前特赠小说内曾经被冬马和纱目击到武也在Goodies餐厅当场甩掉说春希坏话的时任女友）。
过去在某件事以前还是正经认真的一个人。轻音乐同好会的原吉他担当，但在雪菜及和纱加入之后就撤退到后台了。
三年后的终章为峰城大学政治与经济研究部3年级学生，和附属时代一样与复数的女性同时交往着。与春希他们一直保持着朋友关系，一直为相互疏远的春希和雪菜的复合而尽力。和依绪一起如同亲人一般地关心着他们，有时也会采取直接干涉的行为支持他们复原。以前因为过于轻浮的性格（主要对于异性关系）和一些不靠谱的行为，没少被春希说教，如今却立场逆转总爱对春希说教。但在本质上是站在春希的这一边，所以有时会与依绪的意见发生对立。
两年后的终章中在化妆品制造厂的营业部就职，本来就擅长社交所以在工作上也是一帆风顺。认为春希和雪菜之间最为艰苦的时期已经过去，开始清算自己到目前为止的女性关系，以实现自己对依绪的秘密思念。

#### 序章登场
水澤依绪（聲：中上育实）
峰城大附属高中3年级A组學生，篮球社的一员。和春希与武也是孽缘，雪菜的同班同学。有着男孩子气的性格。
三年后的终章中是峰城大学政治与经济研究部3年级学生。和武也一起担心着雪菜他们的未来，有时也会采取干涉的行动。但本质上是站在雪菜的这一边，所以会与武也的意见发生对立。虽然有着男孩子般的直爽性格，但同时也有着女性的一面，而这与春希和武也两人的“用情不一”有着直接的关系。
两年后的最终章里在体育用品制造厂就职，希望在企劃部而不是在人事部工作，对于这种境遇也抱持着一定程度的不满。虽然知道武也的心情但并不想向前推进这种关系。
早坂親志（聲：杉山纪彰）
峰城大附属高中3年级E组學生，春希的同班同学，有着三年的交情。用和纱的话说是春希「一时的朋友」。
因為同班，比起外班的武也和依緒，更了解春希對和纱的感情投入程度。所以在動畫中一眼就看破了春希和雪菜的交往有違和感。
在廣播劇《祭りの日 〜舞台の下の物語〜》中開導了和紗“沒有任何人會喜歡自己”的誤解，讓和紗對自己和春希的感情開始抱有希望。
终章中并没有升至峰城大学而是去京都的大学，说话开始带着关西腔。
冬馬曜子（聲：夏树莉绪）
和纱单身的母亲，世界出名的钢琴家。有着2次的离婚经历，在和纱出生的时候为独身，『序章』开始的时候住在海外。给峰城大附属捐款颇多，而这也成为老师们对和纱的不良行为睁一只眼闭一只眼的主要理由。认为和纱的钢琴和自己的感受相合，但由于觉得和纱不会有在这之上的发展而一度将和纱单独留在日本。但在看过和纱学园祭的表演之后提出将她带到维也纳，进一步进行钢琴的修行。性格方面很是随随便便，经常带着充满余裕的微笑，身边总是不乏男人的身影，自称“色情狂”。在很长的一段时间里与和纱在情感上相互错过，但身为母亲一直深爱着和纱，常常为和纱的幸福而祈祷。时常以此为理由间接关心并干涉着和纱与春希的关系。另外，在她的教育方式下和纱成为了一个不折不扣的甜食党，本人当然也是对甜食特别喜爱。
在终章中曾以新年音乐会日本公演的名义与和纱一同短暂回国，并巧妙安排和纱与春希的再会，但两人终究错过。最终章里作为冬马曜子事务所的社长兼任和纱的produce。为了和纱的日本公演与和纱一同回国。
小木曾晉（聲：最上嗣生）
雪菜和孝宏的父亲。十分严格重视纪律，雪菜的门限设定在10点也是他的意向。认为春希是一个重视道德观念、值得信赖的人，但在感情上却无法认同，以致春希去雪菜家里的时候大多采取躲避的态度。
小木曾秋菜（聲：小野凉子）
雪菜和孝宏的母亲。有着温和的言谈举止，指导雪菜的家庭料理。会使用“那个”之类的让人不明白到底是什么的指示语，但雪菜好像可以明白是什么。注意到许多雪菜父亲和孝宏没有注意到的雪菜微妙的变化，但并没有过多地去干涉。
小木曾孝宏（聲：梶裕贵）
雪菜的弟弟。序章开始时为初中三年级学生。终章里在峰城大附属高中就读，两年后的最终章为峰城大学生。没有注意到雪菜和春希之间的微妙关系，认为从序章开始两人的交往一直很顺利。表面上看起来不是特别关心姐姐和春希的交往，但两个人的关系有进展的时候就会像自己的事情一样高兴，相反在雪菜被伤害的时候也会对春希很生气。认同将来春希会成为姐夫这件事。附属时代是3年A班的后期班长，虽然并不是那样优秀的模范生但依然有着很高的人望。从序章开始的三年里和武也形成了不错的关系，在女性的劝说方面也被武也灌输了不少。对班上的某个女孩子很在意。很多线路的描写都显示出他在附属毕业之后在和亚子交往。

#### 序章之后、终章之前
特典小说《歌を忘れた偶像》登场
友近浩樹
峰城大学在读学生，和春希在同一家餐馆打工。被雪菜当成了解春希现状的情报来源，却也成了极少數能发现雪菜心理阴影的人之一。
在这过程中开始对雪菜产生好感，春希目击他对雪菜的告白后不动声色使得雪菜痛苦不堪。春希帮他渡过經濟困難之后绝交。

#### 终章登场
柳原朋（聲：柏木美優）
序章开始时为峰城大附属二年级学生。从春希和武也的谈话中可以得知她在序章开始前参加了轻音乐同好会，并造成了同好会的崩坏。因为雪菜的原因导致她未能当选峰城大附属小姐而对雪菜抱有很强的敌对心理，但在听过“学园祭传说中的LIVE”之后变成了雪菜的FANS。
三年后的终章中为峰城大学商学部2年级学生。从学生时代开始就作为写真偶像活动中，以主持人、偶像或是女演员之类电视相关的职业作为就职目标。有着很强的自我表现欲望和以自我为中心的倾向，同时也有着庶民的一面，善于处事。
矢田美穗子（聲：澄田まりや）
峰城大附中三年级A组，从一年级开始与小春就是亲友。性格有些内向，爱钻牛角尖。被在辅导班当老师的春希言辞严厉地甩掉后，因为巨大的打击而不去上课。后来更是因为知道了小春背着自己与春希相见，而对小春也加以怀疑。
清水小百合（聲：一杉佳澄）
峰城大附中三年级A组，小春的朋友，与小春、美穗子、亚子组成关系良好的四人组。虽是能够相约一起去毕业旅行的朋友，但仍与爱钻牛角尖的美穗子在精神上保持一定的距离。在小春线路里相信了美穗子对于小春和春希关系的误解，与小春之间产生了巨大的鸿沟。
园田亚子（聲：伊东久美子）
峰城大附中三年级A组，小春的朋友。有着平稳的性格和对事中立的态度，但说得不好听些就是机会主义者，不过也会调解朋友之间的争吵。对孝宏有着爱慕之心，很多线路中的描写都显示出两人好像处于交往状态。
中川和美（聲：小暮英麻）
在家庭餐厅“Goodies”打工的短大学生。是小春打工的前辈，担任店内领班，有着直率的性格。在工作方面相当优秀，甚至比作为店长代理的佐藤地位还高。
佐藤（聲：三户耕三）
家庭餐厅“Goodies南末次店”的厨房领班，准社员。因为店长腰痛住院而成为店长代理，但作为店长代理却十分不显眼，十分依赖已经辞职了的春希。在小说之中也有登场，在当时还只是一名打工者。
本田（聲：渡边浩司）
在家庭餐厅“Goodies南末次店”打工做厨房工作。有着被春希说教的经历，在春希面前一直抬不起头。
滨田（聲：滨田贤二）
开樱社的编辑。在coda中是春希的直属上司。经常看到他对松冈说教的场景，但用本人的话来说“比风冈要温和许多”，是充满爱的说教，因此也经常被轻视。会在假日中全心为家人服务。全名是「滨田和纪」，但读法不明。
松冈（聲：村田太志）
开樱社的编辑，滨田和麻理的部下，春希的前辈，是名新入社员。有着轻率的个性，但能力和自尊心都处于未成熟的状态，因此经常成为对话戏谑的对象。coda中入社已3年却依然无法让人依赖，但有时也能感受到他的成长。
木崎（聲：梶川翔平）
开樱社的编辑，是滨田和麻理的部下，春希的前辈。因为专属担当作家的工作就要截止而在催促之下外出中。在coda中取材旅行原本是他的工作，但由于与彩礼之事重叠在了一起只能让春希代行。
铃木（聲：山川琴美）
开樱社的女性编辑，是滨田和麻理的部下，春希的前辈。很会阅读氛围，喜欢恋爱的话题，察觉到了麻理对春希抱有好感。虽说如此但自己和恋人的关系却有些不妙，因此向麻理恳求圣诞夜的带薪假。
上原（聲：白熊宽嗣）
峰城大学内小组的主持者，剧团成员都叫他“团长”。但这样做一半是出于形式，佯装不知实际的指导者是「姬」那一边。从序章的时候开始就一直在留级，现在面临开除处分的危机。在剧团中担当导演。
吉田（聲：室元气）
的男性团员。沉醉于濑之内晶的演技而入团，直到现在依然对濑之内十分尊敬。但也发生过把对濑之内在剧团内独断专行行为的愤怒倾吐一空的事。
雨宮佐和子（聲：石塚さより）
在旅行社工作，与麻理有十年交情，高中时代与麻理就被称为“暴风雨组合”的好搭档。在与春希第一次见面时，误以为他是麻理的恋人而一边逗弄一边祝福他们。与铃木相识。
DJ（聲：小林美佐）
峰城大学内广播电台「峰城ブロードキャスト」节目「峰城ステーション」的DJ。听了雪菜在附属祭上的录音后成为她的粉丝，虽然很想见本人一面，但却不知道这首歌究竟是谁演唱的。

#### 最终章登场
工藤美代子（聲：上川ゆう）
在冬马曜子office的东京分公司工作的唯一从业员。代替住在维也纳而不在日本露面的社长，一手承担国内繁重事务。被冬马母女折腾的一天到晚忙个不停，但却十分信赖她们。
『一泊二日の凱旋』中也有登场，在故事中与和纱第一次见面。
高柳宪正（聲：三户耕三）
峰城大学医学部教授兼医学部长。虽是世界权威的医生，但在另一方面对女性的爱好却不是那么健全。过去曾与冬马曜子有过恋爱关系。已经过了花甲之年，但对曜子依然称呼「ノリ君」「曜子君」，与曜子保持着十分友好的关系。

#### PS3版附加章节登场
弗朗茨·杜普雷（聲：セバスチャン・レフロク）
30多岁的指挥家，以巴黎为据点在弗朗茨·杜普雷乐团活动，年轻的时候曾是冬马曜子的情人。更是与搬到欧洲之后的和纱发生口角，被和纱踢到了裆部。
作为指挥家本领是很厉害的，一旦提到音乐会就会像变了一个人一般，在音乐方面绝不妥协。

## 制作人员

- 策畫、剧本：丸户史明 with 企畫屋
- 人物设计：なかむらたけし
- 原画：なかむらたけし、桂憲一郎（终章）、柳澤正秀（终章）

## 主题曲

### 序章

片頭曲
「傳達不到的愛戀」
作詞：須谷尚子，作曲：石川真也，編曲：松岡純也，歌：上原玲奈
片尾曲
「Twinkle Snow」
作詞：須谷尚子，作曲：松岡純也，編曲：衣笠道雄，歌：津田朱里
插入曲
「深愛」
作詞：水樹奈奈，作曲：上松範康（Elements Garden），編曲：松岡純也，歌：小木曾雪菜
「White Album live at campus Fes」
作詞：森川由綺，作曲：石川真也，編曲：冬馬和紗、飯塚武也，歌：小木曾雪菜
「SOUND OF DESTINY live at campus Fes」
作詞：須谷尚子，作曲：中上和英，編曲：冬馬和紗、飯塚武也，歌：小木曾雪菜

作詞：北原春希，作曲、編曲：冬馬和紗，歌：小木曾雪菜

作詞：未海，作曲：石川真也，編曲：衣笠道雄，歌：上原玲奈

### 终章

片頭曲

作詞：須谷尚子，作曲：石川真也，編曲：衣笠道雄，歌：上原玲奈
片尾曲

作詞：須谷尚子，作曲、編曲：松岡純也，歌：上原玲奈

作詞：須谷尚子，作曲、編曲：衣笠道雄，歌：津田朱里
插入曲

作詞：北原春希，作曲：冬馬和紗，編曲：北原春希，歌：小木曾雪菜

作詞：北原春希，作曲、編曲：冬馬和紗，歌：和泉千晶

### 最终章

片頭曲

作詞：須谷尚子，作曲：石川真也，編曲：松岡純也，歌：上原玲奈
片尾曲

作詞：北原春希，作曲、編曲：冬馬和紗，歌：小木曾雪菜

作詞：須谷尚子，作曲：下川直哉，編曲：衣笠道雄，歌：津田朱里
「Closing」
作詞：下川直哉、須谷尚子，作曲：下川直哉，編曲：衣笠道雄，歌：上原玲奈
PS3版附加章节片尾曲
作詞：須谷尚子，作曲・編曲：衣笠道雄，歌：津田朱里
插入曲
「Routes」
作詞：須谷尚子，作曲：M.I.S.N.，編曲：松岡純也，歌：小木曾雪菜

作詞：須谷尚子，作曲：石川真也，編曲：松岡純也，歌：小木曾雪菜
「POWDER SNOW」
作詞：須谷尚子，作曲：下川直哉，編曲：小木曾雪菜，歌：小木曾雪菜
PS3版插入曲「Answer」
作詞：須谷尚子，作曲・編曲：衣笠道雄，歌：上原玲奈

## CD

### 音乐CD
傳達不到的愛戀／Twinkle Snow
发售日：2010年5月26日
收录了《序章》片头曲、片尾曲《Twinkle Snow》、和插入曲。
Key of Dreams
发售日：2011年2月23日
津田朱里的第一张专辑。收录了《序章》片尾曲《Twinkle Snow》。
l'espoir
发售日：2012年2月22日
上原玲奈的第三張专辑。收录了《序章》的片头曲、插入曲（原声乐版本），《终章》的片头曲、片尾曲，和《最终章》的片尾曲《closing》。
WHITE ALBUM2 ORIGINAL SOUNDTRACK ～introductory～
发售日：2012年4月27日
《WHITE ALBUM2 -序章-》的原声带。
WHITE ALBUM2 ORIGINAL SOUNDTRACK ～closing～
发售日：2012年6月29日
《WHITE ALBUM2 -终章-》的原声带。
WHITE ALBUM2 ORIGINAL SOUNDTRACK ～setsuna～
发售日：2012年8月24日
《WHITE ALBUM2》中角色小木曾雪菜的演唱专辑。
WHITE ALBUM2 ORIGINAL SOUNDTRACK ～answer～
发售日：2013年4月7日
收录了PS3版之中追加的曲目。
WHITE ALBUM2 ORIGINAL SOUNDTRACK ～kazusa～
发售日：2016年12月29日
《WHITE ALBUM2》中角色冬马和纱的演唱专辑。
WHITE ALBUM2 Original Soundtrack ～encore～
发售日：2019年12月31日
收录了《WHITE ALBUM2》各声优翻唱游戏中的几首名曲。

### 廣播劇CD
WHITE ALBUM2 ～Introductory Chapter～ Drama CD「祭りの前 ～ふたりの24時間～」
于2010年8月13日 Comic Market78中发售。描述《序章》学园祭前日的合宿之中发生的故事。
Cast
- 北原春希 - 水島大宙
- 小木曾雪菜 - 米澤圓
- 冬马和纱 - 生天目仁美

Staff
- 脚本 - 丸户史明
- 插画 - 中村毅

《终章》预约特典中的廣播劇CD。著者为丸户史明。

2011年12月29日在C81上先行发售。著者为丸户史明。叙述终章时期冬马回国参加曜子音乐会那两天发生的事情。
全部廣播劇CD在PS3版的Voice Drama中均有收录。

## 小說
著者：丸户史明
BugBug2010年3月号中刊登的小说。《序章》之中雪菜加入轻音乐同好会之后的故事。描写了雪菜与和纱之间的第一印象。

著者：丸户史明，插画：なかむらたけし
《序章》初回限定版中的同捆小说。和纱视点的前日谈。敘述和紗與春希在序章之前的互動。《终章》的初回限定版也收录为数字特典。

著者：丸户史明
廣播劇CD的同捆小说。描述《序章》中以雪菜为视点的某个场景。

著者：丸戶史明，插画：みぶなつき
2011年2月13日召开的贩售会之中leaf的免费发行小说。
从《序章》的学园祭后为分支的IF性质的故事，描述了与本篇不同的发展。雪菜所做的夢。可藉此小說來瞭解雪菜「三個人在一起」的内心想法與秘密。
可以从《序章》官方网站以PDF的形式下载。

《终章》初回限定版中的小说初回特典，描写空白的3年间发生的故事。游戏和数字小说中都有收录。
以上作品都作为数字小说收录于PlayStation 3版游戏之中，但部分内容依照CERO的评级标准有所修改。
白雪交織的旋律 (雪が紡ぐ旋律)
| 卷數 | GA文庫         | GA文庫                 | 青文出版社     | 青文出版社             |
| 卷數 | 發售日期       | ISBN                   | 發售日期       | ISBN                   |
| ---- | -------------- | ---------------------- | -------------- | ---------------------- |
| 1    | 2013年3月16日  | ISBN 978-4-7973-7329-5 | 2014年7月25日  | ISBN 978-986-356-105-7 |
| 2    | 2013年3月16日  | ISBN 978-4-7973-7330-1 | 2014年12月25日 | ISBN 978-986-356-182-8 |
| 3    | 2013年10月16日 | ISBN 978-4-7973-7497-1 | 2015年7月25日  | ISBN 978-986-356-252-8 |
| 4    | 2013年12月16日 | ISBN 978-4-7973-7498-8 |                |                        |
| 5    | 2014年5月15日  | ISBN 978-4-7973-7717-0 |                |                        |
| 6    | 2014年9月12日  | ISBN 978-4-7973-7718-7 |                |                        |

## 電視動畫

### 製作人員
- 原作：《WHITE ALBUM2 幸福的彼端》（AQUAPLUS）
- 監督：安藤正臣
- 系列構成、劇本：丸戶史明
- 角色原案：中村毅
- 角色設計、總作畫監督：藤本悟
- 副角色設計、總作畫監督：
- 監製：沼田誠也
- 服裝設計：大橋幸子
- 3D設計：森岡賢一
- 美術監督：田尻健一
- 色彩設計：篠原愛子
- 攝影監督：佐藤陽一郎
- 視覺效果：佐佐木劍斗
- 特效監督：谷口久美子
- 3D監製：秋元央
- 音響監督：明田川仁
- 編輯：定松剛
- 音樂監督、選曲：下川直哉
- 音樂：小林俊太郎、AQUAPLUS
- 執行製作人：下川直哉、三嶋章夫、太田豐紀、木谷高明
- 製作人：森井佑介
- 動畫製作人：金子文雄、濱本悠光
- 動畫製作：SATELIGHT
- 製作：PROJECT W.A.2（King Records、AQUAPLUS、多玩國、Bushiroad）

### 主題曲
片頭曲
《傳達不到的愛戀 '13》
作詞：須谷尚子，作曲：石川真也，編曲：小林俊太郎，歌：上原玲奈
第1話、第7話、第8話、第10話－第13話未使用。
片尾曲
《closing '13》（第2話）
作詞：下川直哉、須谷尚子，作曲：下川直哉，編曲：小林俊太郎，歌：上原玲奈
（第3話－第6話、第8話－第11話）
作詞、作曲：下川直哉，編曲：小林俊太郎，歌：上原玲奈
劇中曲
《WHITE ALBUM》（第1話、第2話、第7話）
作詞：森川由綺，作曲、編曲：緒方英二，歌：小木曾雪菜（米澤圓）
《惡女》（第2話）
作詞、作曲：中島美雪，編曲：衣笠道雄，歌：小木曾雪菜（米澤圓）
《Free and Dream》（第7話）
作詞：須谷尚子，作曲：下川直哉，編曲：衣笠道雄，歌：上原玲奈、津田朱里
《SOUND OF DESTINY》（第7話）
作詞：須谷尚子，作曲：中上和英，編曲：中上和英、松岡純也，歌：小木曾雪菜（米澤圓）
《White Love》（第8話）
作詞、作曲：伊秩弘將，編曲：松岡純也，歌：小木曾雪菜（米澤圓）with 津田朱里
（第10話、第11話）
作詞：未海，作曲：石川真也，編曲：衣笠道雄，歌：上原玲奈
《Twinkle Snow '13》（第12話）
作詞：須谷尚子，作曲：松岡純也，編曲：小林俊太郎，歌：津田朱里
《POWDER SNOW》（第12話）
作詞：須谷尚子，作曲：下川直哉，編曲：衣笠道雄，歌：小木曾雪菜（米澤圓）
《傳達不到的愛戀》（第13話）
作詞：北原春希（作品內設定，實爲須谷尚子），作曲、編曲：冬馬和紗（作品內設定，實分別爲石川真也、小林俊太郎），歌：小木曾雪菜（米澤圓）

### 各話列表
| 話數 | 日文標題         | 中文標題                             | 分鏡     | 演出       | 作畫監督                              | 總作畫監督                  |
| ---- | ---------------- | ------------------------------------ | -------- | ---------- | ------------------------------------- | --------------------------- |
| #1   | WHITE ALBUM      | 白色相簿                             | 安藤正臣 | 安藤正臣   | 長坂寬治                              | 藤本悟                      |
| #2   |                  | 相鄰的鋼琴與吉他                     | 沼田誠也 | 井端義秀   | 杉村友和、池田廣明 荒木裕             |                             |
| #3   |                  | 輕音樂同好會，再結成                 | 安藤正臣 | 飛田剛     | 田中知惠                              |                             |
| #4   | SOUND OF DESTINY | 命運之聲                             | 沼田誠也 | 久保山英一 | 伊藤篤志、臼田美男 阿部可奈子、池屋守 | 藤本悟                      |
| #5   |                  | 相互接觸的心                         | 大和直道 | 大和直道   | 福士真由美 武內啟                     | 藤本悟                      |
| #6   |                  | 祭典之前                             | 沼田誠也 | 松林唯人   | 田中知江、坂本俊太 長田好弘           | 大橋幸子                    |
| #7   |                  | 最棒的，最後的日子                   | 沼田誠也 | 沼田誠也   | 岩本里奈 吉田巧介                     | 沼田誠也                    |
| #8   |                  | 冬天即將開始                         | 渡邊哲哉 | 飛田剛     | 坂本俊太、田中知江 長田好弘           |                             |
| #9   |                  | 交錯而過的心                         | 後藤圭二 | 畠山茂樹   | 熊田明子、出野喜則 鐮田均             | 藤本悟                      |
| #10  |                  | 冰雪融解，然後到再次降雪之時（前篇） | 小野勝巳 | 安藤正臣   | 福士真由美 小田多惠子                 | 鹽川貴史 藤本悟             |
| #11  |                  | 冰雪融解，然後到再次降雪之時（後篇） | 大和直道 | 大和直道   | 佐野陽子 石井由美子                   | 、藤本悟 鹽川貴史           |
| #12  |                  | 畢業                                 | 安田賢治 | 高橋修     | 中原清隆、青山正宣 鈴木奈都子         | 藤本悟                      |
| #13  |                  | 無法傳達的戀情                       | 安藤正臣 | 松林唯人   | 大橋幸子、坂本俊大 田中知江           | 藤本悟、 鹽川貴史、長田好弘 |

### 播放電視台
日本深夜動畫：下文記載的日本国内播放時間使用日本標準時間（UTC+9）表示。因為部分時間标识會採用30小时制，因此請留意这类超过24:00的时间，其實際播放時間為翌日清晨。
| 播放地區   | 播放電視台   | 播放日期                     | 播放時間（UTC+9）         | 所屬聯播網 | 備註       |
| ---------- | ------------ | ---------------------------- | ------------------------- | ---------- | ---------- |
| 東京都     | TOKYO MX     | 2013年10月5日－12月28日      | 星期六 25時30分－26時00分 | 獨立UHF局  |            |
| 近畿廣域圈 | 每日放送     | 2013年10月7日－12月30日      | 星期一 26時25分－26時55分 | 日本新聞網 |            |
| 愛知縣     | 愛知電視台   | 2013年10月7日－12月30日      | 星期一 26時35分－27時05分 | 東京電視網 |            |
| 日本全國   | NICONICO直播 | 2013年10月8日－12月31日      | 星期二 23時00分－23時30分 | 網路電視   |            |
| 日本全國   | BS11         | 2013年10月9日－2014年1月1日  | 星期三 24時30分－25時00分 | 衛星電視   | ANIME+節目 |
| 日本全國   | AT-X         | 2013年10月10日－2014年1月2日 | 星期四 22時00分－22時30分 | 衛星電視   | 有重播     |

### 藍光光碟
| 卷 | 发售日         | 收录话         | 标准番号 |
| -- | -------------- | -------------- | -------- |
| 1  | 2013年12月25日 | 第1話－第2話   | KIXA-370 |
| 2  | 2014年1月29日  | 第3話－第4話   | KIXA-371 |
| 3  | 2014年2月26日  | 第5話－第6話   | KIXA-372 |
| 4  | 2014年3月26日  | 第7話－第8話   | KIXA-373 |
| 5  | 2014年4月23日  | 第9話－第10話  | KIXA-374 |
| 6  | 2014年5月28日  | 第11話－第13話 | KIXA-375 |

## 評價
《白色相簿2 終章》在Getchu.com舉辦的美少女遊戲大獎2011中獲得綜合部門、劇本部門、音樂部門第1名，繪圖部門、影片部門第2名，系統部門第5名，角色部門冬馬和紗第1名、小木曾雪菜第4名。《白色相簿2 幸福的彼端》在《Fami通》1257號的交叉評分中獲37分（滿分40分）。
本作在华语地区有「脱宅神作」的称号，之所以稱為脫宅，指的是由於劇情描寫相較其他一般作品顯得精美，讀者無法找到與之比肩的作品。這是愛好者對此作品的稍微誇張化的評價。

## 影響

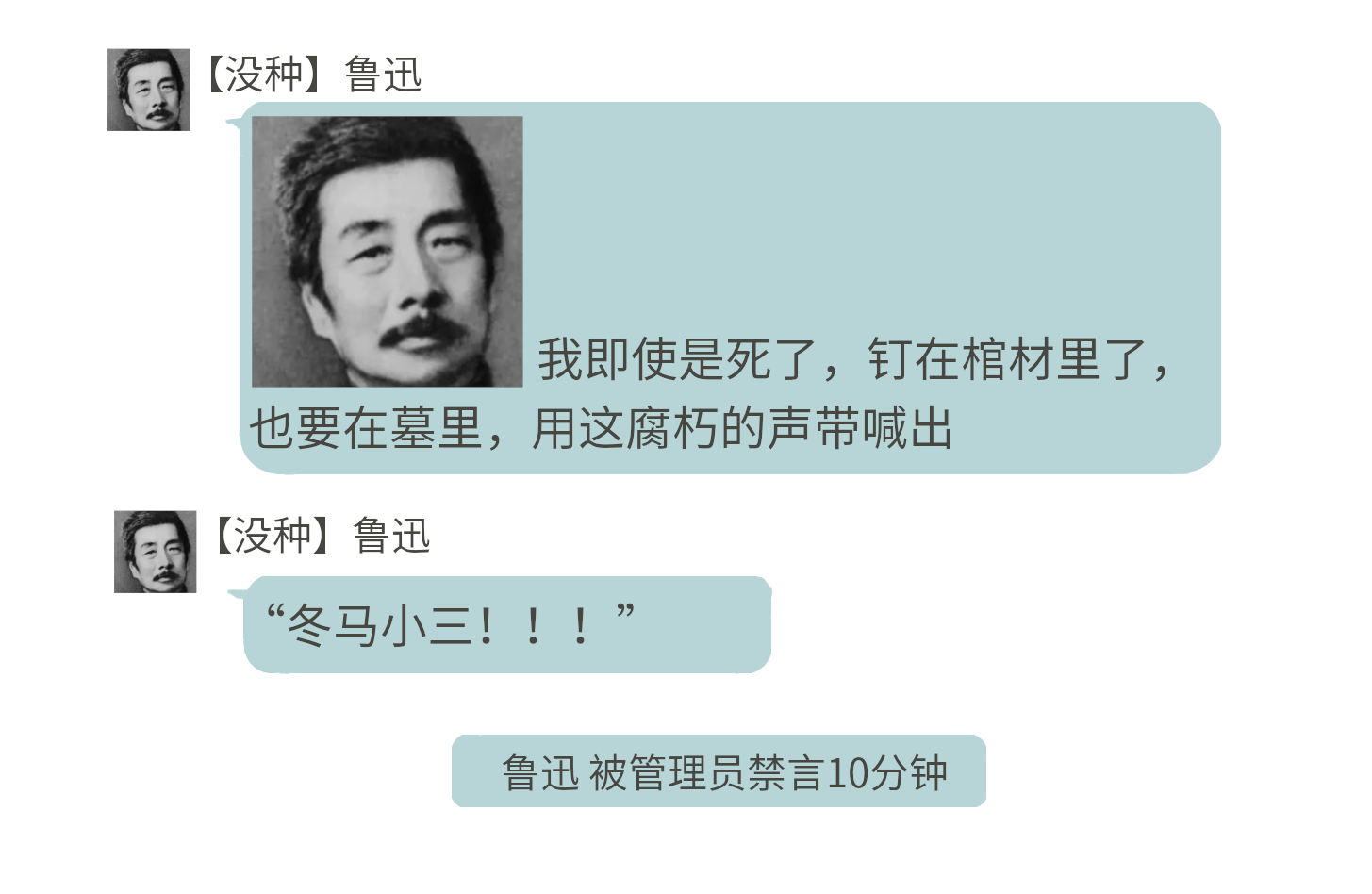
一个白学例子

由于本作較具代表性的多角戀愛要素引發大量擁躉的激烈爭議以及深入研討，而且經常引申到其他存在多角戀愛要素的作品，故在中國大陸ACG圈內仿照紅學（對《紅樓夢》的研究）派生出“白學”概念。主要體現在網友在交流时引用冬马和纱所說的「为什么你会那么熟练啊！」以及作品中其他相關的對話和语句；随着类似讨论的不断发酵，還有由此延伸出的「打死白學家」的調侃。另外，雪菜亲眼目睹春希和冬马亲吻的场景也是白学爱好者们津津乐道的话题；其他动漫作品中出现类似的场景时，也会被戏称为“白学现场”。